# Архентинос Хуниорс
«Архенти́нос Ху́ниорс» (полное название — исп. Asociación Atlética Argentinos Juniors) — аргентинский футбольный клуб из города Буэнос-Айреса, располагающийся в районе Агрономия. Трёхкратный чемпион Аргентины, обладатель Кубка Либертадорес 1985 года. Выступает в аргентинской Примере.

## История клуба
Название команды можно перевести как «Аргентинские юниоры», в полном соответствии с которым клуб воспитал таких ярчайших звёзд мирового футбола, как Диего Марадона, Фернандо Редондо и Хуан Роман Рикельме. Марадона в составе «Архентинос» провёл 4 года, стал чемпионом мира по футболу среди молодёжи и дважды — лучшим игроком Южной Америки, после чего перешёл в 1981 году в «Боку Хуниорс». Уже без него команда в первой половине 1980-х годов дважды выиграла чемпионат Аргентины, а в 1985 году — Кубок Либертадорес. Этот период является лучшим в истории клуба. Лидерами клуба тогда были Серхио Батиста, Клаудио Борги (чемпионы мира 1986), Педро Паскулли (в 1986 году уже выступал в «Лечче», также чемпион мира).
За то, что на протяжении всей своей истории «Архентинос Хуниорс» воспитал множество талантливой молодёжи, клуб получил прозвище «Семенной Сад» (исп. El Semillero). Однако, у «Архентинос» не очень много поклонников, да и финансовые возможности не позволяют им, как правило, долго удерживать воспитанников в своих рядах.
По итогам сезона 2013/14 «жуки» опустились во второй дивизион чемпионата Аргентины. Спустя год команда вернулась в элиту.

## Стадион
«Архентинос Хуниорс» выступают на новой арене, названной в честь Диего Марадоны. Стадион Диего Армандо Марадона строился в течение 10 лет (с 1993 по 2003) и в этот период «Красные Жуки» выступали на домашней арене клуба «Феррокариль Оэсте» Рикардо Этчеверри.

## Достижения
- Чемпион Аргентины (3): 1984 (Метрополитано), 1985 (Насьональ), Клаусура 2010
- Вице-чемпион Аргентины (1): 1980 (Метрополитано)
- Вице-чемпионы Аргентины в любительскую эру (1): 1926
- Чемпион Второго дивизиона Аргентины (4): Второй дивизион: 1940, 1948 (лишён титула из-за всеобщей забастовки футболистов); Дивизион B: 1955; Примера B Насьональ: 1996/97, 2016/17
- Обладатель Кубка Либертадорес (1): 1985
- Межамериканский кубок (1): 1986